# 臼山五郎
臼山 五郎（うすやま ごろう、1861年5月14日（文久元年4月5日）- 1967年（昭和42年）2月9日）は、日本の長寿であった鹿児島県の男性。

## 来歴
1861年生まれ。鹿児島県田代町に暮らしていた。28歳で結婚し男4人（1967年時点で1人死去）、女2人の6人の子に恵まれ、次男家族と暮らしていた。35歳で赤痢に罹った以外に病気はなく入浴も時々していた。元々胃が丈夫なことを長寿の要因に挙げていた。1965年9月時点で104歳で国内最高齢男性となる。1967年2月9日、105歳で死去。次の国内最高齢男性は北海道の福島仙蔵になった。